# Lagerstroemia
Lagerstroemia é um género botânico pertencente à família Lythraceae.

## Algumas espécies

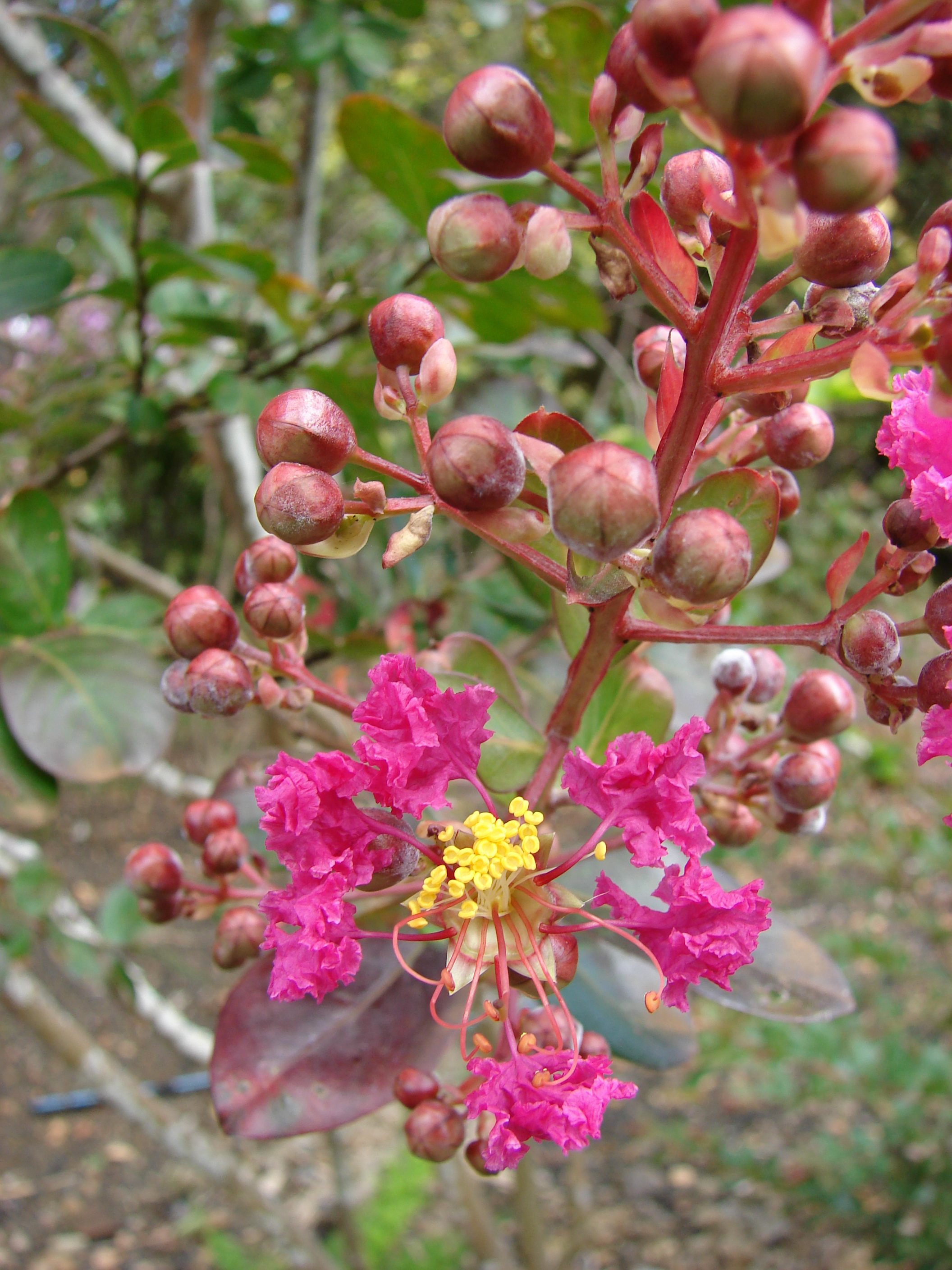
L. indica em flor

- Lagerstroemia anhuiensis X.H. Guo & S.B. Zhou
- Lagerstroemia anisontera
- Lagerstroemia anisoptera
- Lagerstroemia balansae
- Lagerstroemia calyculata
- Lagerstroemia caudata
- Lagerstroemia cristata
- Lagerstroemia excelsa
- Lagerstroemia fauriei
- Lagerstroemia floribunda
- Lagerstroemia fordii
- Lagerstroemia glabra
- Lagerstroemia guilinensis
- Lagerstroemia indica
- Lagerstroemia intermedia
- Lagerstroemia langkawiensis
- Lagerstroemia limii Merr.
- Lagerstroemia loudonii
- Lagerstroemia micrantha
- Lagerstroemia minuticarpa
- Lagerstroemia microcarpa
- Lagerstroemia ovalifolia Teijsm. & Binn.
- Lagerstroemia paniculata (Turcz.) S. Vidal
- Lagerstroemia parviflora
- Lagerstroemia siamica
- Lagerstroemia speciosa
- Lagerstroemia stenopetala
- Lagerstroemia subcostata
- Lagerstroemia subsessilifolia
- Lagerstroemia suprareticulata S.K. Lee & L.F. Lau
- Lagerstroemia tomentosa
- Lagerstroemia turbinata Koehne
- Lagerstroemia venusta
- Lagerstroemia villosa

1. ↑  «Lagerstroemia — World Flora Online». www.worldfloraonline.org. Consultado em 19 de agosto de 2020